# Хайнц, Филип
Филип Хайнц (род. 21 февраля 1991, Мангейм, Баден-Вюртемберг) — немецкий пловец. Двукратный чемпион Европы на дистанции 200 метров комплексным плаванием на короткой воде. Серебряный и бронзовый медалист Чемпионата Европы по плаванию на короткой воде (2014 и 2018).

## Карьера
В 2012 году на Олимпийских играх в Лондоне занял 27-е место на дистанции 200 метров комплексом, показав время 2:01,32.
На чемпионате Европы 2015 года в Нетании, на короткой воде, победил и стал чемпионом Европы.
На Олимпийских играх 2016 года на дистанции 200 метров комплексным плаванием занял шестое место с результатом 1:57,48.
Через несколько месяцев на чемпионате мира по плаванию на короткой воде Филип завоевал серебряную медаль на своей излюбленной дистанции 200 метров комплексом.
В Копенгагене в 2017 году повторно завоевал золотую медаль на чемпионате Европы на короткой воде.
На Чемпионате Европы в Глазго на дистанции 200 метров комплексным плаванием завоевал серебряную медаль. Здесь же в составе эстафеты 4×100 метров комплексным плаванием завоевал бронзовую медаль.
В 25-метровом бассейне, на чемпионате Европы в декабре 2019 года, стал бронзовым призёром турнира на дистанции 200 метров комплексным плаванием, показав время 1:52,55.